# Loburg
Loburg est une petite ville allemande rattachée depuis 2009 à la municipalité de Möckern dans l'arrondissement de Jerichow-Campagne en Saxe-Anhalt. Elle comprenait 2 276 habitants au 31 décembre 2007.

## Géographie
Loburg se trouve au bord de la Ehle, affluent de l'Elbe, en Fläming occidentale, à 33 km à l'est de Magdebourg. Les villages de Bornsdorf, Diesingshof, Padegrim, Rottenau et Wahl lui sont rattachés.

## Histoire
La civitas Luborn est mentionnée en 965, lorsqu'Henri l'Oiseleur en fait don à l'abbaye Saint-Maurice de Magdebourg. Il y avait à proximité un castrum érigé au VIIIe siècle par les Slaves païens, sur le site actuel du petit château fort de Loburg. Il est détruit en 983 lors du soulèvement slave et reconstruit entre 1162 et 1200. Il est entouré de deux petits villages, Möckernitz et Ziemitz, qui fusionnent pour former la nouvelle Loburg, obtenant ainsi les privilèges de ville en 1207.
La ville et ses terres appartiennent au cours des siècles à diverses familles seigneuriales, dont les plus notables sont les Barby et les Wulffen. Eustachius von Wulffen construit l'église Saint-Laurent en 1581. Les tensions sont vives entre les seigneurs et les bourgmestres, finalement un rathaus est construit en 1609.
La ville devient possession de l'Électeur de Brandebourg après la guerre de Trente Ans. Elle obtient le privilège d'immédiateté d'Empire en 1680, directement rattachée au duché de Magdebourg, et devient une ville de garnison en 1716. Après que le district prussien de Jerichow est formé en 1815, elle en fait partie. Elle est même le siège du Landsrat entre 1850 et 1877. Elle a 2 179 habitants en 1885.
Loburg est reliée par le chemin de fer à Magdebourg en 1892.
Située en zone d'occupation soviétique après la Seconde Guerre mondiale, Loburg abrite un commandement régional de l'armée soviétique en 1948, dont les bureaux sont dans l'ancien rathaus. Son économie est essentiellement agricole. Elle a 3 150 habitants en 1980. Elle fait partie de l'arrondissement d'Anhalt-Zerbst, après la réunification et rejoint celui de Jerichow-Campagne en 2007. Touchée par la crise économique et démographique, elle a perdu près d'un tiers de ses habitants. 